# Latvijas kauss 2021
La Coppa di Lettonia 2021 (in lettone Latvijas kauss) è stata l'80ª edizione del torneo (la 27ª dall'indipendenza), giocata a eliminazione diretta, iniziata il 27 giugno 2021 e terminata il 24 ottobre 2021. Il Liepāja era la squadra campione in carica. L'RFS Riga ha conquistato il trofeo per la seconda volta nella sua storia.

## Fase 1

### Primo turno
Hanno partecipano 4 squadre di 3. Līga, le altre 22 sono passate direttamente al secondo turno. Il sorteggio è stato effettuato il 16 giugno 2021.
| Squadra 1      | Risultato       | Squadra 2   |
| -------------- | --------------- | ----------- |
| 27 giugno 2021 |                 |             |
| RTU Riga       | 1 – 1 (0-3 dtr) | JFC Jelgava |
| Babīte         | 3 – 0           | Dobele      |

### Secondo turno
Hanno partecipato 34 squadre tra la 2. Līga (12) e la 3. Līga (22), rispettivamente il terzo e il quarto livello del campionato lettone di calcio, più le due squadre vincenti il primo turno della Fase 1; 6 squadre sono passate direttamente alla seconda fase. Il sorteggio è stato effettuato il 22 giugno 2021.
| Squadra 1        | Risultato | Squadra 2           |
| ---------------- | --------- | ------------------- |
| 3 luglio 2021    |           |                     |
| Kadaga           | 2 – 1     | Preiļu              |
| Olaine           | 0 – 2     | Spēks               |
| Kvarcs/Madona    | 1 – 3     | Latgols Ludzas      |
| Spartaks Kuivižu | 0 – 10    | Limbaži             |
| Skanstes         | 5 – 1     | Gauja Valmiera      |
| 4 luglio 2021    |           |                     |
| Sigulda          | 4 – 3     | DSVK Traktors       |
| Caramba Rīga     | 2 – 0     | Alberts FK          |
| Kalupe           | 4 – 5     | Kengaroos Salaspils |
| Mārupe           | 5 – 3     | Talsi/Laidze        |
| Pļaviņas         | 0 – 1     | Karosta             |
| Lielupe          | 1 – 3     | Valka               |
| JFC Jelgava      | 5 – 0     | Rīga United         |
| Bauskas          | 1 – 5     | Līvāni/Livmet       |
| AFK Aliance      | 4 – 2     | Staiceles Bebri     |

## Fase 2
Hanno partecipato le 14 squadre vincenti il secondo turno della Fase 1, 6 squadre ammesse direttamente a questo turno, più altre 10 squadre di 1. Līga 2021, il secondo livello del campionato lettone di calcio. Il sorteggio è stato effettuato il 12 luglio 2021.
| Squadra 1           | Risultato | Squadra 2      |
| ------------------- | --------- | -------------- |
| 17 luglio 2021      |           |                |
| FK Varaklani        | 0 – 5     | Latgols Ludzas |
| Limbaži             | 4 – 0     | AFK Aliance    |
| Mārupe              | 1 – 4     | Auda Ķekava    |
| Caramba Rīga        | 11 – 0    | Valka          |
| Jēkabpils           | 0 – 2     | Grobiņa        |
| JDFS Alberts        | 1 – 0     | Babīte         |
| Albatroz SC         | 5 – 1     | Karosta        |
| Skanstes            | 4 – 0     | Tente          |
| Salaspils           | 0 – 7     | Rēzeknes FA    |
| 18 luglio 2021      |           |                |
| Kadaga              | 0 – 6     | Smiltene       |
| JFC Jelgava         | 5 – 2     | Sigulda        |
| Tukums 2000         | 4 – 0     | Līvāni/Livmet  |
| Saldus              | 2 – 0     | Jūrnieks       |
| Super Nova          | 6 – 0     | Cēsis          |
| Upesciems           | 2 – 4     | Spēks          |
| Kengaroos Salaspils | 0 – 2     | Dinamo Rīga    |

## Fase di spareggio
Hanno partecipato a questo turno le 16 squadre vincenti la Fase 2. Il sorteggio è stato effettuato il 20 luglio 2021.
| Squadra 1      | Risultato   | Squadra 2    |
| -------------- | ----------- | ------------ |
| 31 luglio 2021 |             |              |
| Auda Ķekava    | 3 – 1       | Caramba Rīga |
| Limbaži        | 0 – 2       | Tukums 2000  |
| JDFS Alberts   | 1 – 2 (dts) | Skanstes     |
| Rēzeknes FA    | 3 – 1       | Super Nova   |
| Dinamo Rīga    | 9 – 0       | Saldus       |
| Smiltene       | 2 – 0       | JFC Jelgava  |
| 1º agosto 2021 |             |              |
| Spēks          | 4 – 2       | Grobiņa      |
| Latgols Ludzas | 0 – 1       | Albatroz SC  |

## Ottavi di finale
Hanno partecipato a questo turno le 8 squadre vincenti il turno precedente e le 8 squadre della Virslīga 2021 (il Ventspils si è ritirato). Il Valmiera è stato ammesso direttamente ai quarti di finale perché la squadra avversaria, il Noah Jūrmala, si è ritirata dalla competizione. Il sorteggio è stato effettuato il 2 agosto 2021.
| Squadra 1        | Risultato | Squadra 2      |
| ---------------- | --------- | -------------- |
| 7 agosto 2021    |           |                |
| Spartaks Jūrmala | 0 – 1     | BFC Daugavpils |
| Spēks            | 0 – 2     | Dinamo Rīga    |
| Smiltene         | 0 – 3     | Liepāja        |
| 8 agosto 2021    |           |                |
| Auda Ķekava      | 3 – 1     | Metta          |
| Rēzeknes FA      | 0 – 3     | Albatroz SC    |
| Tukums 2000      | 1 – 3     | Riga FC        |
| 9 agosto 2021    |           |                |
| Skanstes         | 0 – 2     | RFS Riga       |

## Quarti di finale
Il sorteggio è stato effettuato il 12 agosto 2021.
| Squadra 1      | Risultato   | Squadra 2      |
| -------------- | ----------- | -------------- |
| 21 agosto 2021 |             |                |
| RFS Riga       | 4 – 0       | Auda Ķekava    |
| 22 agosto 2021 |             |                |
| Liepāja        | 1 – 0 (dts) | BFC Daugavpils |
| Valmiera       | 5 – 0       | Dinamo Rīga    |
| Riga FC        | 3 – 0       | Albatroz SC    |

## Semifinali
Il sorteggio è stato effettuato il 27 agosto 2021.
| Squadra 1         | Risultato   | Squadra 2 |
| ----------------- | ----------- | --------- |
| 19 settembre 2021 |             |           |
| Liepāja           | 2 – 0       | Valmiera  |
| RFS Riga          | 3 – 1 (dts) | Riga FC   |

## Finale
| Arbitro: | Andris Treimanis |

|             |           |  |
| Villela 14’ | Marcatori |  |